# Business Model Canvas
Das Business Model Canvas (BMC) (dt. "Geschäftsmodell-Leinwand") ist eine grafische Darstellung verschiedener Komponenten eines Geschäftsmodells. Diese wird benutzt, um bestehende Geschäftsmodelle zu dokumentieren sowie neue Geschäftsmodelle zu entwickeln. Das Business Model Canvas enthält verschiedene Elemente, welche die Nutzenversprechen, Infrastruktur, Kunden und Finanzen von Produkten oder Firmen darstellen. Das Business Model Canvas soll Unternehmen dabei helfen, ihre Aktivitäten besser abzustimmen, indem es verschiedene Vor- und Nachteile aufzeigt.
Entwickelt wurde das Business Model Canvas von Alexander Osterwalder.

## Entstehung
Das Business Model Canvas wurde 2006 von Alexander Osterwalder basierend auf seiner Doktorarbeit von 2004 vorgestellt. In dieser entwickelte er eine allgemeine Ontologie zum Darstellen von Geschäftsmodellen und beschrieb diese anschließend mithilfe von XML. Basierend darauf entstand in den folgenden Jahren erst das Schema mit neun Elementen und anschließend die aktuelle grafische Darstellung.

## Beschreibung

Business Model Canvas

Das Business Model Canvas besteht aus 9 Elementen:
- Kundensegmente
- Nutzenversprechen
- Kanäle
- Kundenbeziehungen
- Einnahmequellen
- Schlüsselaktivitäten
- Schlüsselressourcen
- Schlüsselpartner
- Kostenstrukturen

Diese Elemente werden in folgender Anordnung dargestellt: Die Kostenstruktur und Einnahmequellen bilden das Fundament des Canvas. Darüber ordnen sich die restlichen Elemente in fünf Spalten an. In der linken Spalte finden sich die Schlüsselpartner. Rechts daneben befinden sich Schlüsselaktivitäten und darunter die Schlüsselressourcen. In der mittleren Spalte findet man die Nutzenversprechen als zentrales Element. Rechts des zentralen Elements befinden sich die Elemente Kundenbeziehungen, darunter Kanäle. In der am weitesten rechts gelegenen Spalte findet man die Kundensegmente.

### Inhalte der Elemente
Jedes der neun Elemente beschäftigt sich mit einem Kernaspekt des Geschäftsmodells. Anhand dieser Elemente ist es möglich, jedes Geschäftsmodell zu skizzieren und die wichtigsten Punkte festzuhalten. Dabei stehen diese auch untereinander in Wechselwirkung. Diese Wechselwirkungen werden durch die Anordnung der Elemente zueinander hervorgehoben, indem stärker verknüpfte Elemente näher beieinander angeordnet sind. So fällt es visuell leichter, Vorteile, Nachteile oder Fehler im Geschäftsmodell zu erkennen. Nachfolgend werden die Inhalte der einzelnen Elemente kurz zusammengefasst:

#### Kundensegmente
Das Element Kundensegmente beinhaltet die einzelnen Gruppen von Kunden, die ein Geschäft erreichen möchte. Eine Firma kann ihre Kunden in verschiedene Segmente mit gemeinsamen Eigenschaften einteilen. Kundengruppen stellen separate Segmente dar, wenn:
- ihre Bedürfnisse eigene Angebote benötigen und rechtfertigen,
- sie über unterschiedliche Kanäle zu erreichen sind,
- sie unterschiedliche Kundenbeziehungen benötigen,
- sie sehr unterschiedlich profitabel sind,
- sie bereit sind, für unterschiedliche Aspekte eines Angebots zu zahlen.

Ein Beispiel für unterschiedliche Kundensegmente liefert Amazon. Als Verkaufsplattform spricht Amazon einen Massenmarkt an. Gleichzeitig vertreibt Amazon mit Amazon Web Services aber auch verschiedene Services, wie  Cloud-Speicher oder frei abrufbare Rechenleistung, die ein komplett anderes Kundensegment ansprechen.

#### Nutzenversprechen
Das Element der Nutzenversprechen ist das zentrale Element des Business Model Canvas. Es beinhaltet sowohl die angebotenen Produkte und Dienstleistungen als auch eine Angabe, welchen Kundenwert sie für ein Kundensegment erfüllen sollen.

#### Kanäle
Das Element Kanäle beschreibt, wie ein Unternehmen seine Kundensegmente erreicht und mit ihnen kommuniziert, um eine Ware oder Dienstleistung entsprechend des Nutzenversprechens zu liefern. Kanäle erlauben es:
- Aufmerksamkeit auf Produkte und Dienstleistungen des Unternehmens zu lenken,
- Kunden bei der Evaluation der Nutzenversprechen zu unterstützen,
- Verträge über Verkauf bzw. Nutzung eines Produkts / einer Dienstleistung zu schließen,
- das Produkt / die Dienstleistung an Kunden auszuliefern,
- Kundendienst bereitzustellen.

Jeder Kanal kann eine oder mehrere dieser Funktionen erfüllen. Des Weiteren wird zwischen eigenen, Partnerkanälen sowie direkten und indirekten Kanälen unterschieden.

#### Kundenbeziehungen
Das Element der Kundenbeziehungen beschreibt alle Beziehungen, die ein Unternehmen mit spezifischen Kundensegmenten aufbaut und führt. Es gibt verschiedene Arten der Kundenbeziehungen, welche verschiedene Aufgaben erfüllen. Zu diesen Aufgaben zählen unter anderem das Gewinnen von Kunden, das Behalten bereits gewonnener Kunden sowie das Vermehren von Verkäufen.
Die eingesetzten Mittel können sehr vielfältig sein; Beispiele sind persönliche Beratung, Kundenzeitschriften, ein Kundentelefon für technische Probleme oder vielfältige Formen der Werbung. Die Kundenbeziehungen, die eine Firma pflegt, bestimmen maßgeblich die Kundenerfahrung.

#### Einnahmequellen
In diesem Element werden die verschiedenen Einnahmequellen des Geschäftsmodells erfasst. Dabei stellt eine Einnahmequelle eine Möglichkeit der Nettogeldvermögensvermehrung für das Unternehmen dar. Beispiele für Einnahmequellen sind Verkauf von Produkten, die Vermietung oder das Verdienen an Provisionsmodellen oder Wartungsverträgen.

#### Schlüsselaktivitäten
Das Element Schlüsselaktivitäten beschreibt die wichtigsten Dinge, welche ein Unternehmen erledigen muss, um sein Geschäftsmodell am Laufen zu halten. Bei diesen Aktivitäten kann es sich sowohl um Primäraktivitäten als auch Unterstützungsaktivitäten handeln. Abhängig vom Geschäftsmodell können sich diese Aktivitäten stark unterscheiden. Während für Microsoft zum Beispiel Softwareentwicklung im Fokus stehen könnte, wird für ein Beratungsunternehmen das Lösen von Kundenproblemen im Vordergrund stehen. Schlüsselaktivitäten können nach Osterwalder wie folgt gruppiert werden:
- Produktion:
  - Aktivitäten im Bereich der Produktion stehen in Verbindung mit dem Entwurf, der Produktion und dem Vertrieb eines Produkts in großen Mengen oder von besonderer Qualität.
- Problemlösung:
  - Schlüsselaktivitäten dieses Typs stehen in Verbindung mit dem Lösen von individuellen Problemen von Kunden.
- Netzwerk/Plattform:
  - Geschäftsmodelle, die eine Plattform oder ein Netzwerk als Grundlage besitzen, wie zum Beispiel Ebay, haben Schlüsselaktivitäten im Betrieb und der Verwaltung dieser Plattform/dieses Netzwerkes.

#### Schlüsselressourcen
Das Element Schlüsselressourcen beschreibt die wichtigsten Ressourcen (Produktionsmittel), die das Unternehmen benötigt, um einen Wert für Kunden zu generieren. Dabei kann eine Ressource verschiedene Formen annehmen, wie zum Beispiel personelle, aber auch finanzielle, materielle und intellektuelle Ressourcen.

#### Schlüsselpartner
Schlüsselpartner sind Personen oder Organisationen, die zusammenkommen, um ein Geschäftsmodell umzusetzen. In diesem Element sollten dementsprechend die einzelnen Beteiligten und deren Motivation, an diesem Geschäftsmodell mitzuwirken, erfasst werden. Es ist wichtig, neben den Personen auch deren Motivationen in diesem Element mit zu erfassen, da die verschiedenen Motivationen der unterschiedlichen Partner über kurz oder lang zu Konflikten führen können. Beispiele für Schlüsselpartner sind Lieferanten, Outsourcing-Partner sowie Vertriebspartner.

#### Kosten
Unter dem Element Kosten werden die wichtigsten Kostentreiber bei der Umsetzung des Geschäftsmodells aufgeführt.
Darunter sind sowohl Fixkosten wie Personal und Miete als auch Material- und Investmentkosten einzuordnen.
Ein Geschäftsmodell kann mit Blick auf die Kostenstrukturen im Wesentlichen in zwei unterschiedliche Arten eingeteilt werden:
- Kostengetrieben: Das Unternehmen versucht, an allen möglichen Punkten die Kosten so niedrig wie möglich zu halten.
- Wertgetrieben: Unternehmen versuchen die Kosten zu minimieren, achten dabei aber darauf, dass eine gewisse Qualität des Produkts erhalten bleibt.

## Anwendung
Das Business Model Canvas kann ausgedruckt und als Plakat genutzt werden, um allein oder in Gruppen Geschäftsmodelle zu skizzieren und deren Aspekte zu diskutieren. Die einzelnen Elemente können mit beschrifteten Klebezetteln oder mit Schreibgeräten ausgefüllt werden. Der Erfinder empfiehlt die Verwendung der Klebezettel, da diese einfacher entfernt oder getauscht werden können und so die Diskussion anregen. Das Business Model Canvas wird unter einer Creative-Commons-Lizenz von Strategyzer AG vertrieben.
Beim Erstellen eines Geschäftsmodells mit Hilfe des Business Model Canvas kann man wie folgt vorgehen:
Es wird mit einem leeren, gedruckten Canvas gestartet. Hilfreich ist es, mit dem Element Nutzenversprechen zu beginnen. Man beschriftet einen Klebezettel mit einem Nutzenversprechen und klebt ihn an eine freie Stelle im Element. Anschließend befüllt man die umliegenden Elemente, bis alles gefüllt ist. Nun kann man beginnen, sein Geschäftsmodell anzupassen. Durch die Verwendung von Klebezetteln ist es möglich, bestimmte Merkmale einfach zu entfernen oder gegen andere auszutauschen. So können verschiedene Szenarien getestet werden.

## Adaptionen und Alternativen
Es existieren diverse Abwandlungen des BMC, die im Unterschied zum Standardaufbau ergänzende Aspekte der Corporate Social Responsibility (CSR), Unternehmensstrukturen und etwaigen Wechselwirkungen mit diversen Share- und Stakeholdern aufweisen: 
- Der Sustainable Business Model Canvas beinhaltet als Beitrag zu nachhaltigerem Wirtschaften Betrachtungen zur Externalisierung von Kosten und Kreislaufwirtschaftsaspekten.[10]
- Der Ecogood Canvas folgt ähnlichen Zielsetzungen und lässt sich mit den KPIs der Gemeinwohlökonomie verknüpfen.[11]
- Der Ownership Model Canvas ermöglicht die detailliertere Betrachtung von Gewinnansprüchen und Mitbestimmungsrechten an der Unternehmensführung und Governance, beispielsweise für Genossenschaften und ko-kreative Unternehmungen.[12][13]
- Der Commons Model Canvas für Commonsvereinigungen ermöglicht die Beschreibung von Institutionen, die Gemeingüter verwalten, und Gemeinschaften, die Commoning praktizieren.[14]
- Der Open Hardware Canvas unterstützt körperschaftsunabhängig bei der Produktentwicklung von Open-Source-Hardware.[15][16]

## Kritik
Das Business Model Canvas stellt eine Momentaufnahme eines Geschäftsmodells dar. Er ist nicht in der Lage, Alternativen, Veränderungen in Strategie oder andere Evolutionen darzustellen. Auch ist es nicht möglich, Details über die Interaktionen zwischen den einzelnen Elementen zu erfassen. Ebenso wenig sind Informationen über Mitbewerber, deren Angebote und Strategien enthalten.
Ein weiterer Kritikpunkt ist der fehlende Nachhaltigkeitsaspekt. Das Sustainable Business Model Canvas nach Threebility erweitert das Business Model Canvas um genau diesen Aspekt, um schon während der Entwicklung des Geschäftsmodells auf nachhaltiges Wirtschaften zu achten.